# ヴィレ・ヴァロ
ヴィレ・ヴァロ（Ville Valo、本名：ヴィッレ・ヘルマンニ・ヴァロ（Ville Hermanni Valo）、1976年11月22日 - ）は、フィンランド、ヘルシンキ出身のゴシック・メタルバンド、HIMのシンガーソングライターであり、フロントマン。声域はバリトン。

## 生い立ち
ヘルシンキのヴァッリラ地区で生まれる。父親のカリはフィンランド人で、母親のアニータはハンガリー人の血を引く。ヴィッレの出生後、家族は川沿いの町に移り、彼が十代の間をそこで暮らす。1984年には、彼の唯一の兄弟である、弟ジェッセが生まれる。彼は十代後半の時、父親の持つアダルトショップで働き、18歳の時に自立。幼少時代には音楽好きな両親の影響で、フィンランドで有名な歌手、Tapio RautavaaraやRauli Badding Somerjokiを聞いていた。その一方で、年上の従兄弟からは、キッス、ブラック・サバス、アイアン・メイデンといったヘヴィロックを教わる。

## 前歴
ヴァロは、1987年から1988年までヘルシンキで結成されたバンド、B.L.O.O.DとEloveena Boysに、1989年から1999年にはKemoterapiaに、そしてDaniel Lioneyeのプロジェクトにはドラマーとして加入していた。彼はまた、フィンランドのバンドThe 69 EyesによるWasting the Dawnという曲のPVにも出演した。このバンドの最初の2つのアルバムでは、コーラスとしても参加した。

## 現在
現在ヴァロはHIMのフロントマンとして、1つのEPと、8つのアルバム、4つのコンピレーション・アルバムをリリース。HIMは、5枚目のアルバムDark Lightでフィンランドのロックバンドとしては初めて、アメリカでのゴールドレコード賞を受賞した。2013年4月26日には、HIMの8枚目のアルバムTears on Tapeをリリース。彼は現在、ヘルシンキに住んでいる。

## 映画とテレビ
ヴァロはCKY、ジャッカス（Jackass）やヴィバラバム（Viva La Bam）のスターであるバム・マージェラ（Bam Margera）とは親しい友達であり、同じタトゥーを数多く共有する程である。ヴァロは、映画Jackass Number Twoや、バムを監督とする映画、Where the #$&% Is Santa?に登場している。Viva La Bamの中にも度々登場している。映画マダガスカル2のフィンランド語バージョンでは、カバのモトモトを演じている。